# Veronica Lueken
Veronica Lueken (12 juillet 1923 – 3 août 1995) est une Américaine de Bayside à New York, de confession catholique, connue pour avoir prétendu pendant 25 ans avoir des visions de la Vierge Marie et de nombreux saints catholiques. 
Francis Mugavero (en), alors évêque de Brooklyn a déclaré en 1986 qu’une «investigation approfondie a révélé que les prétendues visions de Bayside étaient dépourvues d’authenticité» et que les messages « contiennent des affirmations qui sont contraires aux enseignements de l’Église conciliaire ». Les Bérêts blancs se sont intéressés aux messages de Lueken parce qu’ils venaient confirmer leur doctrine. Lueken affirma avoir vu leur fondateur, Louis Even, apparaître aux côtés de Marie.

## Historique
En juin 1968, Lueken prétend vivre la première manifestation en conduisant sa voiture, alors qu’elle apprend la mort de Robert Kennedy. Elle dit avoir senti une odeur de rose et que Thérèse de Lisieux lui aurait dicté des poèmes sacrés. La première apparition mariale aurait eu lieu le 7 avril 1970. La Vierge Marie lui aurait indiqué qu’elle apparaitrait dans l’Église Saint Robert Bellarmine à Bayside à partir du 18 juin et par la suite à toutes les fêtes catholiques. Lueken prétendit avoir également des visions de  Saint Joseph, Saint Paul, Saint Jean, Sainte Thérèse d'Avila, Saint Thomas d'Aquin, Bernadette Soubirous ainsi que des Archange Michel et Gabriel.
Entre 500 et 2 000 personnes se présentèrent aux dates prévues, ce qui contraignit les prêtres à poser une clôture autour de l’église en 1974. 
À la suite du rejet de l’Église, Lueken et ses disciples s’établirent au Temple Our Lady of the Roses Shrine jusqu’en 1995.